# ماوريسيو فرناندس
ماوريسيو فرناندس (بالبرتغالية: Maurício Fernandes‏) هو لاعب كرة قدم برازيلي في مركز الدفاع، ولد في 5 يوليو 1976 في باسو فوندو في البرازيل. لعب مع إستريلا دا أمادورا وإيرغوتيليس وبوهانغ ستيلرز وسبورتينغ براغا ونادي أولهانينسي ونادي باهيا ونادي جوفنتودي ونادي فلومينينسي ونادي فيلا نوفا ونادي فييرينسي.

## وصلات خارجية
- ماوريسيو فرناندس على موقع دوري كوريا الجنوبية (الإنجليزية)
- ماوريسيو فرناندس على موقع قاعدة بيانات كرة القدم.إي يو (الإنجليزية)
- ماوريسيو فرناندس على موقع Soccerway.com (الإنجليزية)